# Le Prince charmant
Pour les articles homonymes, voir Prince charmant (homonymie).
Le Prince charmant est un film français réalisé par Victor Tourjanski, sorti en 1925.

## Fiche technique
- Titre ; Le Prince charmant
- Réalisation : Victor Tourjanski
- Scénario : Joseph Faivre, Alexandre Filipoff
- Photographie : Jules Kruger, Nikolai Toporkoff
- Musique : Vladimir Dyck (1925), Riccardo Del Fra (2011)
- Décors : Alexandre Lochakoff
- Costumes : Boris Bilinsky
- Producteur : Gregor Rabinovitch
- Sociétés de production : Charitonoff et Ciné France
- Format : Noir et blanc — 35 mm — 1,33:1 — Muet
- Genre : Film dramatique, Film d'aventure
- Durée : 103 minutes
- Date de sortie :
  - France : 27 mars 1925

## Distribution
- Jaque Catelain : le comte Patrice, le prince héritier secret de Siménie, qui tombe amoureux d'une belle esclave
- Nathalie Kovanko : Anar, la jeune captive d'un harem, dont Patrice tombe amoureux et qu'il délivre
- Nicolas Koline : Brick, un matelot, le fidèle ami de Patrice
- Claude France : la princesse Christiane de Solnick, l'amoureuse dépitée de Patrice et jalouse d'Anar
- Lapouchin : le calife Markoum
- Paul Ollivier : le chef du protocole
- Léo Courtois : le premier ministre
- Pierre Bory : le capitaine Hobbart, qui commande le yacht princier "Le Bengale"
- Louis Monfils
- Joe Alex
- Andrée Standart
- Lili Damita (sous le pseudonyme de Lily Deslys)